# Zagreb Indoors
PBZ Zagreb Indoors bio je dio ATP turnira koji se održavao u Zagrebu. Od 2009. godine bio je dio ATP 250 serije turnira čijim osvajanjem pobjednik dobiva 250 bodova. Održavao se u dvorani, a podloga na kojoj se igrao bila je tvrda (RuKort). Na prvom izdanju turnira, koje je igrano 1996., pobijedio je Goran Ivanišević. Turnir se igrao i iduće godine, a treće izdanje održano je tek devet godina kasnije, 2006. godine. Posljednje izdanje turnira održano je 2015. godine.

## Rezultati
Naziv turnira
1996. – 1997. Croatian Indoors, Zagreb
1998. turnir je premješten u Split i održao se pod nazivom Croatian Indoors
2006. – 2015. PBZ Zagreb Indoors

### Pojedinačno
| Godina        | Pobjednik              | Finalist       | Rezultat         |
| ------------- | ---------------------- | -------------- | ---------------- |
| 2015.         | Guillermo García-López | Andreas Seppi  | 7–6(3), 6–3      |
| 2014.         | Marin Čilić (4)        | Tommy Haas     | 6:3, 6:4         |
| 2013.         | Marin Čilić (3)        | Jürgen Melzer  | 6:3, 6:1         |
| 2012.         | Mihail Južnji          | Lukáš Lacko    | 6:2, 6:3         |
| 2011.         | Ivan Dodig             | Michael Berrer | 6:3, 6:4         |
| 2010.         | Marin Čilić (2)        | Michael Berrer | 6:4, 6:7(5), 6:3 |
| 2009.         | Marin Čilić            | Mario Ančić    | 6:3, 6:4         |
| 2008.         | Serhij Stahouski       | Ivan Ljubičić  | 7:5, 6:4         |
| 2007.         | Marcos Baghdatis       | Ivan Ljubičić  | 7:6(4), 4:6, 6:4 |
| 2006.         | Ivan Ljubičić          | Stefan Koubek  | 6:3, 6:4         |
| 2005. - 1998. | nije igrano            | nije igrano    | nije igrano      |
| 1997.         | Goran Ivanišević (2)   | Greg Rusedski  | 7:6, 4:6, 7:6    |
| 1996.         | Goran Ivanišević       | Cédric Pioline | 3:6, 6:3, 6:2    |

| Tenisač                    | Pobjede | Finala |
| -------------------------- | ------- | ------ |
| Marin Čilić                | 4       | 4      |
| Goran Ivanišević           | 2       | 2      |
| Marcos Baghdatis           | 1       | 1      |
| Ivan Dodig                 | 1       | 1      |
| Mihail Južnji              | 1       | 1      |
| Ivan Ljubičić              | 1       | 3      |
| Sergij Stakhovskij         | 1       | 1      |
| Guillermo García-López     | 1       | 1      |
| najviše finala bez pobjede |         |        |
| Michael Berrer             | 0       | 2      |

### Parovi
| Godina        | Pobjednici                        | Finalisti                          | Rezultat          |
| ------------- | --------------------------------- | ---------------------------------- | ----------------- |
| 2015.         | Marin Draganja Henri Kontinen     | Fabrice Martin Purav Raja          | 6–4, 6–4          |
| 2014.         | Jean-Julien Rojer Horia Tecău (2) | Philipp Marx Michal Mertiňák       | 3–6, 6–4, [10–2]  |
| 2013.         | Julian Knowle Filip Polašek       | Ivan Dodig Mate Pavić              | 6:3, 6:3          |
| 2012.         | Mihail Južnji Marcos Baghdatis    | Ivan Dodig Mate Pavić              | 6:2, 6:2          |
| 2011.         | Dick Norman Horia Tecău           | Marcel Granollers Marc López       | 6:3, 6:4          |
| 2010.         | Jurgen Melzer Philipp Petzschner  | Arnaud Clément Olivier Rochus      | 3:6, 6:3, 10:8    |
| 2009.         | Martin Damm Robert Lindstedt      | Cristopher Kas Rogier Wassen       | 6:4, 6:3          |
| 2008.         | Paul Hanley Jordan Kerr           | Christopher Kas Rogier Wassen      | 6:3, 3:6, 10:8    |
| 2007.         | Michael Kohlmann Alexander Waske  | František Čermák Jaroslav Levinský | 7:6(5), 4:6, 10:5 |
| 2006.         | Jaroslav Levinský Michal Mertiňák | Davide Sanguinetti Andreas Seppi   | 7:6(6), 6:1       |
| 2005. - 1998. | nije igrano                       | nije igrano                        | nije igrano       |
| 1997.         | Saša Hiršzon Goran Ivanišević     | Mark Keil Brent Haygarth           | 6:4, 6:3          |
| 1996.         | Libor Pimek Menno Oosting         | Martin Damm Hendrik Jan Davids     | 6:3, 7:6          |

| Tenisač     | Pobjede | Finala |
| ----------- | ------- | ------ |
| Horia Tecău | 2       | 2      |

| Parovi   | Parovi   | Pobjede | Finala |   |  |
| -------- | -------- | ------- | ------ | - |  |
| nitko    | nitko    | Pobjede | Finala | 2 |  |
| dva para | dva para | 0       | 2      |   |  |

## Vanjske poveznice
- Službena stranica